# Riposte (film)
Pour les articles homonymes, voir Riposte et Trigger warning.
Pour plus de détails, voir Fiche technique et Distribution.
Riposte (Trigger Warning) est un film américain réalisé par Mouly Surya et sorti en 2024. Il est diffusé sur Netflix.

## Synopsis
Alors qu'elle est en mission en Syrie, Parker, une militaire américaine membre des Special Forces, apprend la mort brutale de son père à Creation, la petite bourgade du Nouveau-Mexique où elle a passé sa jeunesse. De retour chez elle, elle prend possession du bar familial situé à l'entrée de la mine où son père a été écrasé par un effondrement qui semble accidentel. Mais en retrouvant d'anciens proches comme Jesse (son ex-petit-ami aujourd'hui shérif) ainsi que le frère délinquant de ce dernier, Elvis, et leur père sénateur, Parker va peu à peu découvrir la sinistre vérité.

## Fiche technique
Sauf indication contraire, les informations mentionnées dans cette section peuvent être confirmées par les bases de données cinématographiques IMDb et Allociné,  présentes dans la section « Liens externes ».
- Titre original : Trigger Warning
- Titre français : Riposte[2]
- Réalisation : Mouly Surya
- Scénario : John Brancato, Josh Olson et Halley Gross
- Musique : Enis Rotthoff
- Décors : Natasha Gerasimova
- Costumes : Samantha Hawkins
- Photographie : Zoë White
- Montage : Chris Tonick et Robert Grigsby Wilson
- Production : Esther Hornstein, Basil Iwanyk et Erica Lee
  - Production déléguée : Jessica Alba, John Brancato, Jason Clark (d), Jonathan Fuhrman, Daniel J. Heffner et Josh Olson
- Sociétés de production : Thunder Road Pictures et Lady Spitfire
- Société de distribution : Netflix
- Pays de production :  États-Unis
- Langue originale : anglais (ainsi que quelques répliques en espagnol et arabe)
- Durée : 106 minutes
- Format : couleur - 2,39:1 - Dolby Digital
- Genre : action, thriller
- Durée : 106 minute
- Date de sortie[3] : 21 juin 2024 (Netflix)

## Distribution
- Jessica Alba (VF : Barbara Delsol) : Parker Calvo
  - Gianna Gallego : Parker, jeune
- Anthony Michael Hall (VF : Éric Herson-Macarel) : Ezekiel Swann
- Mark Webber (VF : Franck Lorrain) : Jesse Swann
- Tone Bell (en) (VF : Jean-Baptiste Anoumon) : Spider
- Jake Weary (VF : Eilias Changuel) : Elvis Swann
- Gabriel Basso (VF : Julien Bouanich) : Mike
- Kaiwi Lyman (en) (VF : Yann Guillemot) : Ghost
- Hari Dhillon (en) : Mohamed
- Alejandro De Hoyos : Harry Calvo

 Source et légende : version française (VF) sur RS Doublage et carton du doublage français.

## Production

### Genèse et développement
En juin 2016, il est annoncé que Thunder Road Pictures a acquis un script spéculatif intitulé Trigger Warning écrit par Josh Olson et John Brancato. Basil Iwanyk (en) et Erica Lee sont annoncés à la production du film, décrit comme une version féminine de Rambo avec des éléments similaires à John Wick,.
En mai 2020, il est annoncé que Netflix a acquis le film et qu'il sera mis en scène par la réalisatrice indonésienne Mouly Surya, pour son premier film en langue anglaise. Jessica Alba est alors annoncée comme productrice et actrice principale. En septembre 2021, Halley Gross est chargée de réécrire le script.

### Attribution des rôles
Dès l'annonce du projet, Jessica Alba est annoncé dans le rôle principal. En septembre 2021, Anthony Michael Hall, Mark Webber, Alejandro De Hoyos, Tone Bell, Jake Weary ou encore Gabriel Basso sont confirmés

### Tournage
Le tournage débute en septembre 2021 au Nouveau-Mexique. Le 1er octobre 2021, James Saul, un membre de l'équipe, est hospitalisé après qu'un câble cassé a heurté et cassé sa jambe. Les prises de vues ont lieu à Santa Fe et Albuquerque.

### Musique
En août 2023, il est annoncé qu'Enis Rotthoff composera la musique du film.